# Tomasz Kędziora
Tomasz Kędziora, född 11 juni 1994 i Sulechów, är en polsk fotbollsspelare som spelar för PAOK. 

## Karriär
Den 29 januari 2023 lånades Kędziora ut av Dynamo Kiev till PAOK på ett låneavtal över resten av säsongen.
 I juli 2023 förlängdes låneavtalet med ett år. Den 13 juli 2024 blev han klar för en permanent övegång till PAOK och skrev på ett tvåårskontrakt med option på ytterligare ett år.